# コーベ・タイ
コーベ・タイ（Kobe Tai、1972年1月15日-）は、台湾人と日本人の血を引くアメリカ合衆国のポルノ女優である。身長160cm、体重41kg。スリーサイズは81、56、81。

## 人物
タイは台北市で生まれた。生後5ヶ月の時にアーカンソー州の里親の元に引き取られたため、二重国籍を持つことになった。アーカンソー大学を卒業。
タイは1997年に映画俳優のマーク・デイビスと結婚したが、1999年に離婚した。
2000年、彼女は妊娠を発表し、2001年初頭に2000gに満たない男の子が生まれた。2001年12月にポルノ女優として復帰し、ジェナ・ジェイムソンと共演した最後の作品であるJenna Loves Kobeを撮影した。それ以降、彼女は表舞台から全く姿を消した。
エイジア・キャレラと並んで、彼女は史上最も成功したアジア系のポルノ女優だったとみなされている。

## ポルノ女優歴
彼女は1996年にポルノ業界に入り、コーベ・タイに改名する前はブレイク・ヤング（Blake Young）もしくはブルック・ヤング（Brooke Young）という名前で活躍していた。世界最大手のヴィヴィッド・エンターテインメントに所属し、この事務所で初めてのアジア系の女優となった。初期の有名な作品としては、ショーン・マイケルズと共演した "Executions on Butt Row" やアレックス・サンダーズと共演した "Vivid Raw #2" がある。アナルセックスやレズビアンなどの過激なシーンもこなし、人気があった。
彼女は、ポルノの撮影でも手を抜かず懸命に演じたが、これは当時の女優では特筆すべきことだった。

## その他の出演歴
ポルノ女優としてではなく一般の女優として、彼女は殺害されるストリッパー役で1998年の映画『ベリー・バッド・ウェディング』に出演した。
またトニー・ホークスのスケートボードを扱ったビデオ "The End" にも出演した。このビデオには彼女の他にもポルノ女優が数名出演している。
さらにテレビショーの "The Man Show" や "The Helmetcam Show" に出演したり、マリリン・マンソンのアルバム『メカニカル・アニマルズ』に収録された "I Don't Like the Drugs, But the Drugs Like Me" という曲にバックコーラスで参加したりもしている。

## 受賞歴
| 年   | 授賞式         | 部門                                                                                   | 候補          | 結果       |
| ---- | -------------- | -------------------------------------------------------------------------------------- | ------------- | ---------- |
| 1997 | Hot d'Or Award | Best American Starlet                                                                  | N/A           | 受賞       |
| 2000 | AVNアワード    | Best Supporting Actress—Film                                                           | The Awakening | ノミネート |
| 2000 | AVNアワード    | Best Group Sex Scene, Film (with Cheyne Collins, エヴァン・ストーン & Andrew Youngman) | The Awakening | ノミネート |
| 2000 | XRCO賞         | Actress (Single Performance)                                                           | The Awakening | ノミネート |